# Claus Ploug
Claus Ploug (født 15. september 1953) er en dansk filminstruktør og manuskriptforfatter.
Ploug dannede i 1980'erne par med skuespillerinden Ann-Mari Max Hansen.

## Filmografi
- Fugleskræmslet (1981)
- Den ubetænksomme elsker (1982)
- Elise (1985)
- Opbrud (1988)
- Epilogue (1990)
- Laslos tema (1998)